# Komorze (stacja kolejowa)
Komorze – zlikwidowana w 1989 roku wąskotorowa stacja kolejowa w miejscowości Komorze Przybysławskie na linii kolejowej Sucha Wąskotorowa – Komorze, w powiecie jarocińskim, w województwie wielkopolskim, w Polsce. Przystanek należał do Jarocińskiej Kolei Powiatowej.